# 哈只·彻尔客思
哈只·彻尔客思（？—1375年），金帳汗國君主（1374年-1375年在位），出自白帐汗国。
哈只·彻尔客思在金帐汗国内乱时，在回历776年（1374年），占据阿斯特拉罕，在这里铸币。哈只·彻尔客思率军攻打马麦，战胜了马麦，从马麦手里夺得萨莱，成为钦察汗国（金帐汗国）第二十六任可汗。后来马麦拥立的马合麻·布剌克重新夺回萨莱。